# Schilbe angolensis
Schilbe angolensis är en fiskart som först beskrevs av De Vos, 1984.  Schilbe angolensis ingår i släktet Schilbe och familjen Schilbeidae. IUCN kategoriserar arten globalt som otillräckligt studerad. Inga underarter finns listade i Catalogue of Life.